# 泰東丸
泰東丸（たいとうまる）は、1944年に建造された日本の小型貨物船。第二次世界大戦で日本がポツダム宣言受諾を通告後の1945年8月22日に、樺太からの民間人引き揚げ輸送中、ソビエト連邦の潜水艦により撃沈されて乗船者667人が死亡した（三船殉難事件）。

## 建造
「泰東丸」は、第二次世界大戦中に日本が大量建造した戦時標準船2E型（改E型）の1隻として、1944年（昭和19年）7月4日に豊洲の東京造船所（後の石川島造船化工機）で竣工した。2E型戦標船のうち、動力として三連成レシプロ機関を搭載した基本型の2ERS型に分類される。船型は船尾に機関室を置いた小型貨物船で、量産性を重視したため直線で構成された外形となっている。なお、2E型戦標船の計画上の航海速力は7ノットとされたが、もともとの設計不備や機関出力不足に加え、受刑者などの未熟練労働者の多用による工作不良、船員の練度低下、燃料の品質不良などもあって、実際の速力は計画値以下で故障も多発した。
「泰東丸」は計画造船の一環として、同型船11隻とともに東亜海運に割り当てられた。船主の東亜海運では、割り当てられた戦時標準船を船型ごとに統一した基準で命名しており（K型は「嶺」・2A型は「江」・1C型は「海」・2D型は「城」・2E型は「東」の文字を使用）、「泰東丸」の船名もこの基準に沿った命名となっている。

## 沈没
1945年（昭和20年）8月、「泰東丸」は、千島列島から転進する日本軍部隊を収容する任務で新潟港から出航、8月5日に小樽港を経由して、留萌港に進出した。8月15日に留萌において、「泰東丸」は、当時日本領だった南樺太からの民間人輸送を命じられた。南樺太では樺太の戦いが発生し、日本が連合国に対してポツダム宣言受諾を通知した後も戦闘が続いていた。
「泰東丸」は南樺太大泊町の大泊港に入港すると、船倉の底には避難先での食料用に搬出する備蓄米を積み込み、その上に避難民を収容した。乗船者数は避難民と乗員を合わせて780人とされる。8月20日夜に「泰東丸」は大泊を出港した。「小笠原丸」及び「第二号新興丸」が同じ大泊から先行していたが、それぞれ船団を組まない単独航海であった。最寄の稚内港の人員受入能力が限界に達したことが原因か、3隻の引揚船には小樽港への回航が命じられた。
8月22日午前10時頃、「泰東丸」は留萌沖の陸地が見える地点に差し掛かったところ、浮上したソ連潜水艦L-19から砲撃を受けた。「泰東丸」は停船して白旗を掲げたが砲撃は続いた（潜水艦乗組員は白旗に気付かなかったのではないかとする説もあるが、戦後の研究では、スターリンは留萌上陸作戦を目論んでいて、留萌港周辺での無差別攻撃を支持していたとするものもある。）。泰東丸には機関銃が搭載されていたので砲撃に対して応戦したが、約20分後に機関部への命中弾により「泰東丸」は沈没した。事故報告書によれば沈没地点は北緯44度04分 東経141度27分 / 北緯44.067度 東経141.450度であるが、交戦前の位置に基づく推定であるため正確ではない。海岸からの目撃者によれば、小平町の大椴海岸沖7-8km付近の洋上であった。沈没からしばらく後、現場を通りかかった日本海軍の特設敷設艦「高栄丸」及びその護衛艦二隻と、さらに機雷敷設艇「石埼」が救助にあたったが、大湊港経由で函館港に上陸できた生存者は113人だけで、残りの667人が死亡した。高栄丸艦長によれば、高栄丸で40名、二隻の護衛艦で60名収容したというが、この数字は遺体を含むものか、生存者のみでか判然としない。その後、付近の海岸には45人の遺体が漂着している。「小笠原丸」と「第二号新興丸」も「泰東丸」に先立って潜水艦の攻撃を受けて撃沈破されており、合わせて三船殉難事件と呼ばれ、3隻のうち「泰東丸」が最大の犠牲者を出している。
1974年（昭和49年）から1979年（昭和54年）にかけて、遺族らの希望により自衛隊などが協力して残骸の捜索を試みたが、「泰東丸」の船体は発見できなかった。
1983年（昭和58年）に民間の有志により再調査が行われ、鬼鹿沖15.5kmの地点で「泰東丸」と思われる船体が発見されたが、船名や製造番号までは確認できなかった。